# 특경

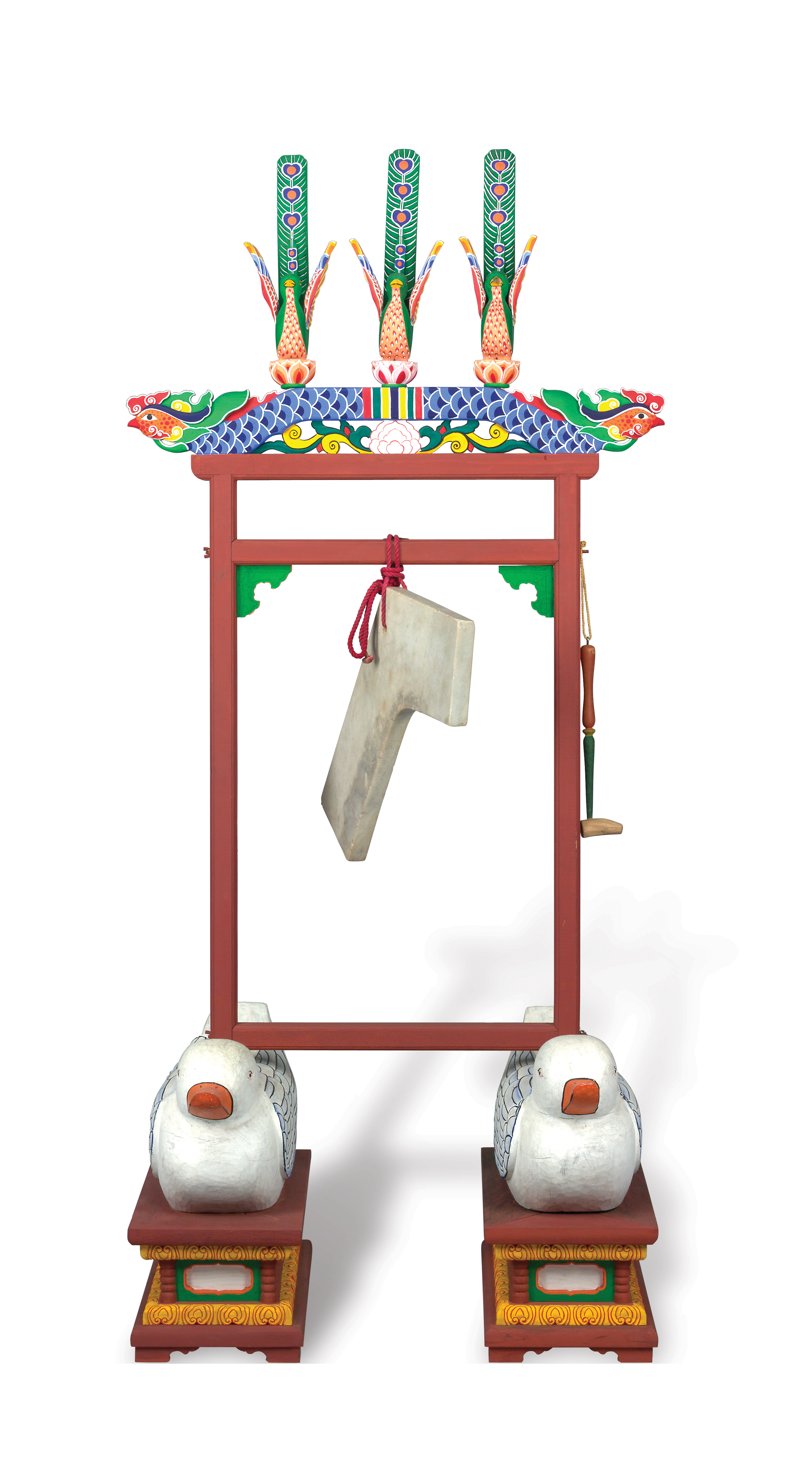
국립고궁박물관 소장 특경

특경(特磬)은 유율 타악기의 하나이다. 석부악기이며, 아악기이다. 나무틀에 얇게 깎은 돌을 하나 매달아 채로 친다. 문묘 제례악과 종묘 제례악에서 음악이 그칠 때 쓴다. 틀의 모양과 연주법은 편종과 같다. 지금 연주되는 특경은 황종(다1·c1)으로 조율된다.
세종 때에는 댓돌 위에서 노랫말 있는 음악[등가(登歌)]을 연주하는 데 한 틀, 댓돌 아래에서 노랫말 없는 음악[헌가(軒架)]을 연주하는 데는 아홉 틀이 쓰였으나 성종 때에는 노랫말 없는 음악을 연주할 때 황종(黃鐘)의 특경 한 틀만이 사용되었다. 지금은 문묘와 종묘제례에서 댓돌 위에 배치되어 노랫말 없는 음악을 연주하는 데 쓰인다.